# Лысогорский район (Тамбовская область)
Лысогорский район — административно-территориальная единица в составе Воронежской и Тамбовской областей, существовавшая в 1935—1959 годах. Центр — село Горелое.
Лысогорский район был образован в составе Воронежской области 18 января 1935 года. В его состав вошли Горельский, Иноземческо-Духовский, Козьмодемьяновский, Лысогорский, Малиновский, Полковой, Суравский, Татановский, Троицко-Дубравский, Троицко-Вихляевский, Черняновский, Челнаво-Покровский, Ново-Слободской, Селезнёвский и Беломестно-Криушинский сельсоветы Тамбовского района.
27 сентября 1937 года Лысогорский район был передан в Тамбовскую область.
4 марта 1941 года Челнаво-Покровский сельсовет был передан в Дегтянский район.
30 октября 1959 года Лысогорский район был упразднён, а его территория разделена между Сосновским (Малиновский, Троицко-Вихляйский, Черняновский сельсоветы) и Тамбовским (Горельский, Лысогорский, Суравский, Татановский сельсоветы) районами.